# Mohammed Abdulla Hassan Mohamed
Mohammed Abdulla Hassan Mohamed (2 de diciembre de 1978) es un árbitro emiratí de fútbol. Es árbitro internacional de la FIFA desde 2010.

## Trayectoria
Mohammed Abdulla Mohammed comenzó como futbolista, pero cambió al arbitraje después de ver a un compatriota arbitrando en la Copa del Mundo. Esa persona fue Ali Bujsaim, quien dirigió siete partidos que abarcan tres ediciones de la competición mundial (en 1994, 1998 y 2002).
Un año antes de obtener su acreditación internacional en 2010, Mohamed obtuvo su primera experiencia en el extranjero en el Torneo de Toulon en 2009. Después de dirigir numerosos juegos en torneos juveniles, eventos regionales y copas continentales, supervisó sus primeros partidos de la Liga de Campeones de la AFC en 2013. El año siguiente, fue el árbitro de la final del Campeonato Sub-22 de la AFC.
En 2015, recibió su primera convocatoria para la Copa Asiática, donde dirigió dos encuentros, y la Copa Mundial Sub-17 (tres partidos incluida la semifinal entre Nigeria y México). En 2017, Mohamed se hizo cargo de la final de la Copa AFC y estuvo entre los árbitros seleccionados para la Copa Mundial Sub-20. En el camino hacia Rusia 2018, cubrió tres clasificatorios asiáticos.

## Copa Mundial de la FIFA
| Copa Mundial de Fútbol de 2018 – Rusia | Copa Mundial de Fútbol de 2018 – Rusia | Copa Mundial de Fútbol de 2018 – Rusia | Copa Mundial de Fútbol de 2018 – Rusia | Copa Mundial de Fútbol de 2018 – Rusia | Copa Mundial de Fútbol de 2018 – Rusia   | Copa Mundial de Fútbol de 2018 – Rusia | Copa Mundial de Fútbol de 2018 – Rusia |
| Fecha                                  | Partido                                | Sede                                   | Fase                                   | Amonestado                             | Otorgado · Otorgado otra vez · Expulsado | Expulsado                              | Anotado · Penal                        |
| -------------------------------------- | -------------------------------------- | -------------------------------------- | -------------------------------------- | -------------------------------------- | ---------------------------------------- | -------------------------------------- | -------------------------------------- |
| 21 de junio de 2018                    | Francia 1 – 0 Perú                     | Ekaterinburg                           | Fase de grupos                         | 4                                      | 0                                        | 0                                      | 0                                      |